# Quang Đăng
Quang Đăng, tên thật là Đỗ Quang Đăng (sinh ngày 6 tháng 5 năm 1989 tại Bến Tre) là một nam vũ công, biên đạo múa, diễn viên người Việt Nam. Anh đã được biết đến nhiều hơn thông qua Vũ điệu rửa tay trong đợt dịch COVID-19 trên nền nhạc của ca khúc Ghen Cô Vy. Ngoài ra, anh còn là biên đạo múa cho nhiều nghệ sĩ nổi tiếng như Phạm Quỳnh Anh, Ngô Kiến Huy, Erik, Đức Phúc, Chi Pu,...

## Tiểu sử và sự nghiệp
Quang Đăng, tên thật Đỗ Quang Đăng, sinh ra trong một gia đình có nguồn gốc kinh doanh và mong muốn làm vũ công chuyên nghiệp từ nhỏ. Trước khi trở thành vũ công chuyên nghiệp, anh từng theo học Quản trị kinh doanh.
Năm 2011, Quang Đăng bắt đầu có những sự chú ý đầu tiên sau khi đạt giải Ngôi sao tài năng của cuộc thi Ngôi sao thời trang, một năm sau anh tham gia cuộc thi Thử thách cùng bước nhảy mùa đầu tiên, lọt top 4 thí sinh xuất sắc và đứng thứ 3. Quang Đăng từng vinh dự nhận được một trong những giải thưởng quý giá nhất đối với mỗi vũ công trẻ, danh hiệu Dancer of the Year 2013 – Vũ công của năm 2013.
Tháng 2 năm 2019, Quang Đăng cùng nhóm nhảy của mình tham dự cuộc thi Tìm kiếm tài năng châu Á. Đến tháng 3 năm 2020, "Vũ điệu rửa tay" được Quang Đăng biên đạo trên nền nhạc của ca khúc Ghen cô Vy đã được biết đến không chỉ ở Việt Nam mà còn trên thế giới. Ngoài ra, anh còn từng làm việc với nhiều tổ chức trên thế giới như Quỹ Nhi đồng Liên Hợp Quốc, Tổ chức Y tế Thế giới, ALIVE&THRIVE, CHANGES...
Trong năm 2020 – 2022, anh còn nhiều lần hợp tác với các cơ quan nhà nước Việt Nam biên đạo những vũ điệu như: Vũ điệu rửa tay nhằm tuyên truyền, phòng chống dịch bệnh COVID-19, Vũ điệu đi bầu cho cuộc Bầu cử Quốc hội Việt Nam khóa XV, Vũ điệu tiếp sức SEA GAMES 31 cho cho Đại hội Thể thao Đông Nam Á 2021,...
Năm 2023, anh đảm nhiệm vai trò biên đạo trình diễn cho chương trình Chị đẹp đạp gió rẽ sóng.

## Sản phẩm
| Năm  | Tên gọi vũ điệu        | Tên bài hát                             | Trình bày                   | Vai trò tham gia      | Ghi chú                                                                     |
| ---- | ---------------------- | --------------------------------------- | --------------------------- | --------------------- | --------------------------------------------------------------------------- |
| 2017 | —                      | Em sai rồi anh xin lỗi em đi            | Chi Pu                      | Biên đạo, diễn viên   |                                                                             |
| 2019 | Vũ điệu nông dân       | —                                       | LifeDance                   | Biên đạo, trưởng nhóm | Tham gia thi đấu Tìm kiếm tài năng châu Á.                                  |
| 2019 | Vũ điệu rửa tay        | Ghen Cô Vy                              | Erik, Min                   | Biên đạo              | Hợp tác với Viện Sức khỏe nghề nghiệp và môi trường (Bộ Y Tế).              |
| 2020 | Vũ điệu ngu ngốc       | Em không sai chúng ta sai               | Erik                        | Biên đạo              |                                                                             |
| 2020 | Vũ điệu bỏ thuốc lá    | Vũ điệu bỏ thuốc lá                     | Quang Đăng                  | Biên đạo              | Hợp tác với Tổ chức Y tế Thế giới.                                          |
| 2020 | —                      | Ăn sáng nha                             | Erik, Suni Hạ Linh          | Biên đạo              |                                                                             |
| 2020 | —                      | LoveNote                                | Binz, Min                   | Biên đạo              |                                                                             |
| 2020 | —                      | Cô gái vàng                             | HuyR, Tùng Viu              | Biên đạo, diễn viên   |                                                                             |
| 2020 | —                      | Chẳng thể giữ lấy, chẳng đành buông tay | Ngô Kiến Huy                | Biên đạo              |                                                                             |
| 2020 | —                      | Thế thái                                | Hương Ly                    | Biên đạo              |                                                                             |
| 2020 | —                      | Shh! Chỉ ta biết thôi                   | Chi Pu                      | Biên đạo              |                                                                             |
| 2020 | Thử thách vũ điệu xanh | Cùng hành động vì thiên nhiên           | Quân A.P, Nguyên Jenda      | Biên đạo              | Hợp tác cùng với Quỹ Nhi đồng Liên Hợp Quốc và Bộ Tài nguyên và Môi trường. |
| 2020 | —                      | Người ơi người ở đừng về                | Đức Phúc                    | Biên đạo              |                                                                             |
| 2020 | —                      | Vì anh là gu chị                        | Phạm Quỳnh Anh              | Biên đạo              |                                                                             |
| 2020 | —                      | Anh luôn là lý do                       | Erik                        | Biên đạo              |                                                                             |
| 2021 | Vũ điệu đi bầu         | Bài ca bầu cử 2021                      | Amee, Grey D, Hứa Kim Tuyền | Biên đạo              | Hợp tác với Đài Truyền hình Việt Nam.                                       |

## Phim đã tham gia

### Truyền hình
| Năm  | Tựa phim           | Vai diễn  | Đạo diễn                      | Kênh | Nguồn  |
| ---- | ------------------ | --------- | ----------------------------- | ---- | ------ |
| 2014 | Bếp hát            | Đức Thành | Phan Gia Nhật Linh - Danny Đỗ | VTV3 |        |
| 2014 | Chiến dịch chống ế | Quang To  | Đinh Hà Uyên Thư              | VTV9 | [ 10 ] |

### Điện ảnh
| Năm  | Tựa phim           | Vai diễn    | Đạo diễn         | Nguồn |
| ---- | ------------------ | ----------- | ---------------- | ----- |
| 2015 | Trùm cỏ            | Mộc Lâm     | Phan Minh        |       |
| 2016 | Cao thủ ẩn danh    | Lâm Gia Lạc | Lê Khắc Hoài Nam |       |
| 2018 | Kế hoạch đổi chồng | Trọng Quân  | Minh Beta        |       |

## Giải thưởng và thành tích

### Giải thưởng
| Năm  | Giải thưởng             | Hạng mục                     | Vai trò tham gia | Dành cho                        | Kết quả   | Ghi chú |
| ---- | ----------------------- | ---------------------------- | ---------------- | ------------------------------- | --------- | ------- |
| 2020 | Mnet Asian Music Awards | Biên đạo múa của năm         | Cá nhân          | Quang Đăng                      | Đoạt giải | [ 11 ]  |
| 2020 | TikTok Awards Việt Nam  | Âm nhạc của năm - Trong nước | Biên đạo         | Ghen Cô Vy                      | Đoạt giải | [ 12 ]  |
| 2020 | TikTok Awards Việt Nam  | Chiến dịch của năm           | Biên đạo         | #Vudieuruatay (Vũ điệu rửa tay) | Đoạt giải | [ 12 ]  |

### Thành tích
- Hạng ba trong chương trình Thử thách cùng bước nhảy – You think you can dance mùa đầu tiên.[13]
- Giải nhất Dance for Idol 2016.[13]
- Giải nhì BeU Honda Toàn Quốc 2016.[13]
- Giải nhì cuộc thi nhảy Coca Cola 2016.[13]